# Aymaratäubchen
Das Aymaratäubchen (Metriopelia aymara) ist eine Art der Taubenvögel und wird zur Unterfamilie der Amerikanischen Kleintauben gerechnet. Es ist wie die zur selben Gattung gehörenden Brillen-, Moreno- und Kordillerentäubchen eine Art, die ausschließlich im südamerikanischen Hochland vorkommt.

## Erscheinungsbild
Das Aymaratäubchen erreicht eine Körperlänge von bis zu 19 Zentimetern. Es ist damit nur halb so groß wie eine Lachtaube. Der Körperbau ist kompakt. Der Schwanz ist sehr kurz und am Ende abgerundet. Der Geschlechtsdimorphismus ist nur sehr gering ausgeprägt. Die Weibchen haben lediglich eine etwas mattere Gefiederfärbung.
Das Gefieder des Aymaratäubchen ist blass gelbbraun und partiell rosa überhaucht. Die Kehle ist weiß, der Bauch ist etwas heller als die Körperoberseite. Die Unterschwanzdecken und die Handschwingen sind dunkel. Auf den kleinen Flügeldecken bilden bronzefarbene Flecken eine Reihe. Der Schnabel ist dunkelgrau, die Iris ist braun.

## Verbreitung und Lebensweise

Verbreitungsgebiet des Aymaratäubchens (grün)

Das Aymaratäubchen kommt von Zentralperu über den Westen Boliviens bis in den Norden von Chile und Argentinien vor. Aymaratäubchen kommen meist auf Hochebenen der ariden und semiariden Puna vor. Die Höhenverbreitung reicht gewöhnlich von 2.800 bis 5.000 Meter über NN. In Argentinien ist es aber auch schon in Höhen von 300 Meter NN. beobachtet worden. Der Lebensraum sind offenes Grasland, ausgetrocknete Seen, trocken gefallene Flussufer, aber auch landwirtschaftlich genutzte Flächen.
Das Aymaratäubchen gilt überwiegend als Standvogel. In einigen Teilen seines Verbreitungsgebietes wandert es jedoch auch in Abhängigkeit von den Jahreszeiten. Auf dem Altiplano scheint das Aymaratäubchen ein Standvogel zu sein. Es ist eine bodenbewohnende Art, die auf Grund der Gefiederfärbung unauffällig ist. Es frisst überwiegend Sämereien. Die Fortpflanzungszeit fällt in Bolivien in den Zeitraum April bis August und in Peru in den Zeitraum Mai bis Juli. Das Nest wird auf dem Boden oder auf Felsbändern errichtet. Das Gelege besteht aus zwei weißen Eiern.

## Belege